# Ernst Bach (Politiker)
Ernst Friedrich Bach (* 19. September 1902 in Castrop, heute zu Castrop-Rauxel gehörig; † 18. März 1965 in Siegen) war ein deutscher Politiker (DNVP, CSVD, CDU).

## Leben
Ernst Bach war gelernter Kaufmann.
Er war zunächst Mitglied der Deutschnationalen Volkspartei (DNVP), die im Siegerland eine Nachfolgeorganisation der antisemitischen Christlich-Sozialen Partei des Kaiserreichs war, und von 1923 bis 1930 Geschäftsführer der Regionalorganisation Siegerland-Wittgenstein-Olpe, anschließend bis 1933 Landesgeschäftsführer des Christlich-Sozialen Volksdienstes (CSVD) für Westfalen und Generalsekretär für Westdeutschland. Anfang 1930 war er mit der großen Mehrheit der Siegerländer Deutschnationalen in den CSVD gewechselt, der regional als „Evangelischer Volksdienst“ (EVD) firmierte.
1920 nahm Bach als Mitglied eines Sprengkommandos an den Kämpfen der Freikorps gegen die Rote Ruhrarmee und gegen die französischen Militärbehörden teil. Er habe „den Ruhr-Kampf aktiv geführt“, erklärte er später. Dabei habe er „einen französischen Kriminalbeamten niederstechen müssen“, weshalb die französische Polizei ihn zur Fahndung ausschrieb. Bach war Stadtverordneter in Siegen von 1929 bis 1933.
Nach dem Übergang zum Nationalsozialismus und dem damit gegebenen Ende der Aktivitäten des CSVD, das Bach arbeitslos machte, beendete er zunächst seine politische Tätigkeit. Er war nun erfolgreich im Ruhrgebiet und im Siegerland als Hausierer mit Kaffee, Zigarren und Textilien unterwegs. Nach wenigen Jahren konnte er sich in eine Siegener Großanstrichsfirma einkaufen, für die er nun als kaufmännischer Leiter arbeitete. Eine Großhandelsfirma trat bald hinzu. Bach wurde zum Ringführer seiner Branche berufen.
Daneben arbeitete er in einem lokalen Bruderrat der Bekennenden Kirche, im Jugendbund für Entschiedenes Christentum und als lokaler Obmann des Evangelischen Männerdienstes.

Britische Militärregierung 1946 zu Bach and his clique

Nach dem Ende des Nationalsozialismus versuchte Bach mit einigen Gesinnungsfreunden, eine Kreisorganisation Siegerland der CDU zu gründen. Dabei stieß er auf den Widerstand der britischen Militärbehörden, die eine solche Gründung durch vormalige Funktionäre der DNVP, dem Bündnispartner der NSDAP, zunächst verboten. Sie beurteilten “Bach and his clique” – neben ihm Otto Rippel und Rudolf Gädecke – als “militarists and monarchists, and in every way alien to any attempt to democratize Germany”. Die britische Militärregierung erteilte Bach ein politisches Funktionsverbot, das jedoch mit dem allgemeinen Wandel der politischen Großwetterlage („Kalter Krieg“) bald wieder aufgehoben wurde.
Bach war von 1946 bis 1961 Mitglied des Rats der Stadt Siegen, später dort Fraktionsvorsitzender der CDU. Von 1948 bis 1956 war er Oberbürgermeister der Stadt Siegen. Nach 1948 erlebten die Firmen, über die er aufgrund erfolgreicher wirtschaftlicher Tätigkeit im Nationalsozialismus inzwischen verfügte, im Zuge des Wirtschaftswunders durch Übernahme von Großaufträgen einen erheblichen Aufschwung.
1959 stellte das Amtsgericht Siegen in der Abweisung einer Klage von Bach gegen den lokalen SPD-Vorsitzenden fest, er habe „seine Stellung in der Kommunalpolitik genutzt, um zu seinen oder seiner Angehörigen Gunsten Vorteile zu erlangen, die ihm nicht … zugestanden haben. Mit anderen Worten: er hat seine Stellung in der Kommunalpolitik benutzt, um persönliche Geschäfte zu betreiben.“ Die Aussage des SPD-Kontrahenten, er sei ein „politischer Geschäftemacher“, enthalte demgemäß weder eine Verleumdung noch eine üble Nachrede. Sie sei der Form nach keine Beleidigung. Ein gerichtlicher Gutachter hatte die vielfache rechtswidrige Vergabe von Landesgeldern an Firmen und Verwandte von Bach und dessen aktive Mitwirkung dabei ermittelt.
1952 initiierte er die bundesweite Gründungsversammlung des Evangelischen Arbeitskreises der CDU in Siegen.
Von 1958 bis zu seinem Tod 1965 war er Mitglied des Landtages Nordrhein-Westfalen, der ihn 1949, 1954, 1959 und 1964 in die Bundesversammlung wählte.
Ernst Bach war von 1950 bis 1959 Bundesschatzmeister der CDU. Von dieser Funktion musste er als Hauptverantwortlicher eines schweren Spendenskandals zurücktreten, nachdem bekannt wurde, dass über einen Tarnverlag, den er leitete (und der ihm steuerfreie Spesen in „beachtlichen Höhen“ auszahlte), „diskret kaschierte Spenden der Industrie“ und anderer Großgeldgeber an seine Partei weitergeleitet wurden. Dieser Skandal offenbarte eine zwar heimliche, aber vom Strafrecht nicht zu sanktionierende Finanzierungspraxis der Parteien und führte 1959 zu deren geregelter Finanzierung aus öffentlichen Mitteln über den Weg einer „Förderung der politischen Bildungsarbeit der Parteien“.
Bach gehörte am 20. Dezember 1955 zusammen mit Heinrich Barth, Bruno Heck, Konrad Kraske, Robert Pferdmenges, Adolf Süsterhenn und Richard Stücklen zu den Gründungsmitgliedern der „Gesellschaft für christlich-demokratische Bildungsarbeit“, der Vorgängerin der späteren „Konrad-Adenauer-Stiftung“.
1965 erlag Bach einem Leberleiden. Die Stadt Siegen hat eine Straße nach ihm benannt.